# Ali Traoré
Ali Traoré (* 28. Februar 1985 in Abidjan, Elfenbeinküste) ist ein ehemaliger französischer Basketballspieler. Traoré entstammt dem Ausbildungsprogramm des französischen Rekordmeisters ASVEL aus Villeurbanne, mit dem er selbst zweimal Meister wurde. Nachdem er 2001 Jugend-Auswahlspieler für Frankreich war, schaffte er erst 2009 den Sprung in die Herren-Nationalmannschaft, mit der er die Silbermedaille bei den Europameisterschaften 2011 gewann und an den Olympischen Spielen 2012 teilnahm. Nach einer langwierigen, bei den Olympischen Spielen erlittenen Verletzung kehrte er beim deutschen Erstligisten Alba Berlin im Februar 2013 aufs Spielfeld zurück und gewann mit diesem Verein den BBL-Pokal 2013.

## Karriere
Traoré wurde als Sohn zweier malischer Basketballspieler in der Elfenbeinküste geboren. Sein Vater bekam später eine Anstellung als Trainer in Frankreich. Traoré spielte als Jugendlicher in Aulnay-sous-Bois und dann beim Verein Poissy Basket Association, er begann erst im Alter von knapp 14 Jahren, leistungsmäßig Basketball zu spielen. Trotzdem kam er bereits im Jahr 2000 als 15-Jähriger ins Ausbildungsprogramm des renommierten französischen Vereins ASVEL. 2001 nahm er bereits für die U16-Nationalmannschaft an der EM-Endrunde teil, wo die Jugendauswahl den fünften Platz belegte. Anschließend durfte er in der Saison 2001/02 mit der ersten Mannschaft von ASVEL mittrainieren und unter Trainer Bogdan Tanjević bereits zwei Kurzeinsätze in der LNB Pro A bestreiten, die ASVEL am Ende mit dem Gewinn seiner 16. Meisterschaft beendete. Während er weiter für die Nachwuchsmannschaft von ASVEL spielte, bekam er unter dem neuen Trainer Philippe Hervé zwei weitere Kurzeinsätze in der höchsten französischen Spielklasse. 2004 entschloss er sich schließlich zum Wechsel in die Vereinigten Staaten, wo er wie zuvor Yakhouba Diawara zunächst an das Junior College of Southern Idaho in Twin Falls ging, dessen Basketballmannschaft Golden Eagles zu den erfolgreichsten Mannschaften in der National Junior College Athletic Association (NJCAA) gehört. Bereits Anfang des Jahres 2005 brach Traoré die College-Ausbildung ab und schloss sich im Februar 2005 dem französischen Zweitligisten Union Jeanne d'Arc Phalange (UJAP) aus dem bretonischen Quimper in der Pro B an, der am Saisonende in der ersten Runde der Play-offs um den Aufstieg ausschied.
2005 kehrte Traoré in die erste französische Liga Pro A und in die Region Rhône-Alpes zurück und spielte für Chorale Basket aus Roanne, das am Ende der Spielzeit in der Qualifikationsrunde für die Meisterschafts-Play-offs ausschied. Anschließend spielte er zwei Spielzeiten im Norden Frankreichs für „Saint-Thomas Basket“ (STB) aus Le Havre, wo er in die Starting Five rückte und im Schnitt über 20 Minuten Einsatzzeit in der höchsten Spielklasse bekam. 2008 erreichte STB mit dem fünften Platz nach der Hauptrunde seine bislang beste Platzierung, schied aber in der ersten Runde der Play-offs gegen den Titelverteidiger und Traorés ehemaligen Verein Chorale Roanne aus. Anschließend kehrte Traoré zu ASVEL zurück, wo er seiner Karriere unter ASVELs neuem Trainer Vincent Collet neuen Schub verlieh. ASVEL stand nicht nur nach der Hauptrunde auf dem ersten Platz, sondern blieb auch in den Play-offs siegreich und gewann 2009 seine 17. Meisterschaft. Anschließend wurde Traoré auch durch den neuen Nationaltrainer Collet in den Kader der Herren-Nationalmannschaft berufen. Bei der EM-Endrunde 2009 gewann man alle fünf Vor- und Zwischenrundenspiele, verlor aber das Viertelfinale mit 20 Punkten Unterschied gegen den schwach gestarteten Weltmeister und späteren Titelgewinner Spanien und belegte nach zwei Siegen in der Platzierungsrunde den fünften Platz, obwohl man nach nur einer Niederlage im Viertelfinale die beste Bilanz aller teilnehmenden Mannschaften hatte. In der Saison 2009/10 gewann ASVEL zwar den Ligapokal „Semaine de As“, verpasste aber als Titelverteidiger mit dem neunten Platz die Play-offs um die Meisterschaft. Traoré wurde gleichwohl als bester französischer Spieler der Pro A in der Spielzeit 2009/10 ausgezeichnet. Bei der Basketball-Weltmeisterschaft 2010 verlor die französische Auswahl das abschließende Vorrundenspiel überraschend gegen Neuseeland und schied nach einer Achtelfinalniederlage gegen Gastgeber Türkei frühzeitig aus dem Turnier aus.
2010 wechselte Traoré ins Ausland und spielte für Virtus Lottomatica in der italienischen Hauptstadt Rom wieder unter Trainer Tanjević. Während man im höchsten europäischen Vereinswettbewerb, der EuroLeague 2010/11, die Zwischenrunde der 16 besten Mannschaften erreichte, verpasste man als Hauptrundenneunter der Lega Basket Serie A die Play-offs um die nationale Meisterschaft. Mit der Nationalmannschaft gewann Traoré das vorolympische Vorbereitungsturnier in London und bei der EM-Endrunde 2011 verlor man in Vor- und Zwischenrunde nur das abschließende Spiel gegen Titelverteidiger Spanien. Anschließend zog man in der Finalrunde nach zwei Siegen in das Endspiel ein, in dem man erneut Spanien unterlag, und gewann die Silbermedaille. Dies bedeutete auch die Qualifikation für die Olympischen Spiele 2012.
In der Spielzeit 2011/12 spielte Traoré für Lokomotive Kuban aus dem russischen Krasnodar. In der PBL 2011/12 sowie der VTB United League 2011/12 erreichte man jeweils die Qualifikation für das Final-Four-Turnier, während man im europäischen Vereinswettbewerb Eurocup im Viertelfinale gegen den nationalen Konkurrenten und späteren Titelgewinner BK Chimki ausschied. Bei den Olympischen Spielen 2012 in London gewann man nach einer Auftaktniederlage gegen Titelverteidiger Vereinigte Staaten alle Vorrundenspiele, schied aber dann erneut nach einer Viertelfinalniederlage gegen Europameister Spanien aus dem Turnier aus. Nach einer Knieverletzung bei den Olympischen Spielen absolvierte Traoré zu Beginn der Saison 2012/13 kein Spiel mehr für seinen russischen Verein und verließ diesen im Dezember 2012. Ein anschließendes Engagement bei KK Roter Stern Belgrad zerschlug sich und nach der Verpflichtung durch den deutschen Erstligisten Alba Berlin absolvierte Traoré erst Ende Februar seinen ersten Einsatz nach den Olympischen Spielen. Bei Alba spielte er wieder mit seinem ehemaligen Römer Mannschaftskameraden Nihad Đedović zusammen und gewann den BBL-Pokal 2013. Nach einer erneuten Verletzung konnte er den Berlinern in den Play-offs um die deutsche Meisterschaft nicht mehr helfen, in der der Verein früh in der ersten Runde ausschied. Nachdem er auch die EM-Endrunde 2013, in der Frankreich erstmals den Titel gewann, in Folge der Verletzung verpasste, wechselte er zur Saison 2013/14 nach Frankreich zum amtierenden Meister JSF Nanterre bei Paris.
Er verließ Nanterre im Dezember 2013, ab Februar 2014 stand er einige Monate beim Amchit Club im Libanon unter Vertrag. Es folgten weitere Stationen in Frankreichs höchster Spielklasse: Mit Straßburg gewann Traoré 2015 den französischen Pokalwettbewerb sowie den „Leaders Cup“ (ehemals „Semaine de As“). Während der Saison 2016/17 stand er erst in Spanien, dann wieder im Libanon unter Vertrag. In der Folge war Traoré erneut in der französischen Liga tätig. Mit AS Monaco erreichte er 2018 das Endspiel des europäischen Vereinswettbewerbs Champions League, verlor dieses aber gegen AEK Athen. Traoré erzielte in der Partie acht Punkte. Den unter Mannschaften der französischen Liga ausgetragenen Wettbewerb „Leaders Cup“ gewann er abermals 2018 und 2019. 2020 zog er sich in die zweite Liga des Landes zurück und stand in Antibes unter Vertrag, nachdem er vor dem Wechsel kurz vor dem Entschluss gestanden hatte, seine Laufbahn als Berufsbasketballspieler zu beenden. Ab Mitte März 2021 fiel er wegen einer Knieverletzung für unbestimmte Zeit aus. Er wurde bei Übertragungen von Euroleague-Spielen des Senders Monaco Info als Co-Kommentator, später auch als Basketballfachmann beim Sender Skweek tätig. Im Dezember 2021 wurde Traoré Botschafter des französischen Viertligisten Poissy Basket Association und Berater des Vereinsvorsitzenden. Bei dem Verein hatte er als Jugendlicher gespielt. Anfang März 2022 gab Traoré bekannt, dass seine Spielerlaufbahn beendet sei. Anfang Januar 2024 spielte Traoré wieder, er verstärkte den französischen Viertligisten Golfe-Juan.